# Salvador Contreras
Salvador Contreras-Sánchez (født 10. november 1910 i Cuéramaro, Mexico – død 7. november 1982 i Mexico City, Mexico) var en mexicansk komponist,violinist, Professor og dirigent.
Contreras hørte til gruppen de fire, som var en sammenslutning af mexicanske komponister, som foruden ham selv bestod af Pablo Moncayo, Blas Galindo og Daniel Ayala.
Han har skrevet 4 symfonier, orkesterværker, kammermusik,balletter og klaverstykker.
Contreras studerede hos Silvestre Revueltas og Carlos Chavez.
Han var ligeledes professor i komposition på New England Conservatory of Music.

## Udvalgte værker
- Symfoni nr. 1 (1944) - for orkester
- Symfoni nr. 2 (1945) - for orkester
- Symfoni nr. 3 (1957) - for orkester
- Symfoni nr. 4 (1967) - for orkester
- "Musik for Symfoniorkester" (1940) - for orkester
- Symfonisk suite (1952) - for orkester
- "Tre symfoniske satser" (1956) - for orkester
- "Dans" (1951) - for kammerorkester
- "Hyldest til Silvestre Revueltas" (1976) - for orkester
- "Provinsielt" (1948)  - ballet
- "Duen" (1949) - ballet.